# Jean Dutourd
Gwenaël Dutourd Jean (París, 14 de enero de 1920-ibídem, 17 de enero de 2011) fue un novelista y ensayista francés, miembro de la Academia Francesa.

## Biografía
Fue hijo de François Dutourd, de profesión dentista, y de Andée Haas, fallecida cuando Jean tenía siete años de edad. Estudió en el Lycée Janson de Sailly de París.
Fue llamado a las armas a los veinte años, pero le capturaron a los pocos días de guerra. Consiguió escapar seis semanas más tarde y regresó a París para estudiar filosofía en la Sorbona pero no logró acabar la licenciatura ya que nunca se certificó en psicología. En la Sorbona conoce a Gaston Bachelard, el cual fue testigo de su matrimonio con Camille Lemercier el 22 de mayo de 1942. La pareja tuvo dos hijos, Frédéric y Clara(difunta). Más tarde se unió a la resistencia francesa, pero fue detenido a principios de 1944 aunque logró otra vez escapar y participó en la liberación de París.
Su primera obra, Le Complexe de César, apareció en 1946 y ganó el premio Stendhal. Fue asesor literario de la editorial Gallimard entre 1950 y 1966. También fue editor y sucedió a Pablo Gordeau como crítico teatral del diario France Soir. Después de ser despedido en 1999 de France Soir, pasó a trabajar a Radio Courtoisie donde tenía su sección semanal de un cuarto de hora, hasta que lo dejó en 2007.
Durante muchos años participó durante la emisión del programa Les Grosses Tetes presentado por Philippe Bouvard, en la emisora francesa RTL. Allí respondía por teléfono todos los días, a dos preguntas que le formulaba el presentador. Su participación diaria acabó en septiembre de 2008.
De ideología monárquica, dio su apoyo al movimiento L'Unité capétienne. También se presentó bajo el partido Unión Democrática del Trabajo en las elecciones legislativas de 1967 por la circunscripción de Rambouillet, pero fue derrotado por Jacqueline Thome-Patenôtre.
El 14 de julio de 1978, sufrió un ataque que destruyó su apartamento en París, no hubo víctimas.
Fue elegido miembro de la Academia Francesa el 30 de noviembre de 1978, ocupando el asiento 31 que anteriormente había ocupado Jacques Rueff. También fue elegido como miembro de la Academia nacional de Ciencias , Bellas-Letras y Artes de Burdeos el 8 de mayo de 1989 y miembro del departamento de lenguas y literatura, de la Academia de las Artes y de las Ciencias de Serbia, en 1997.

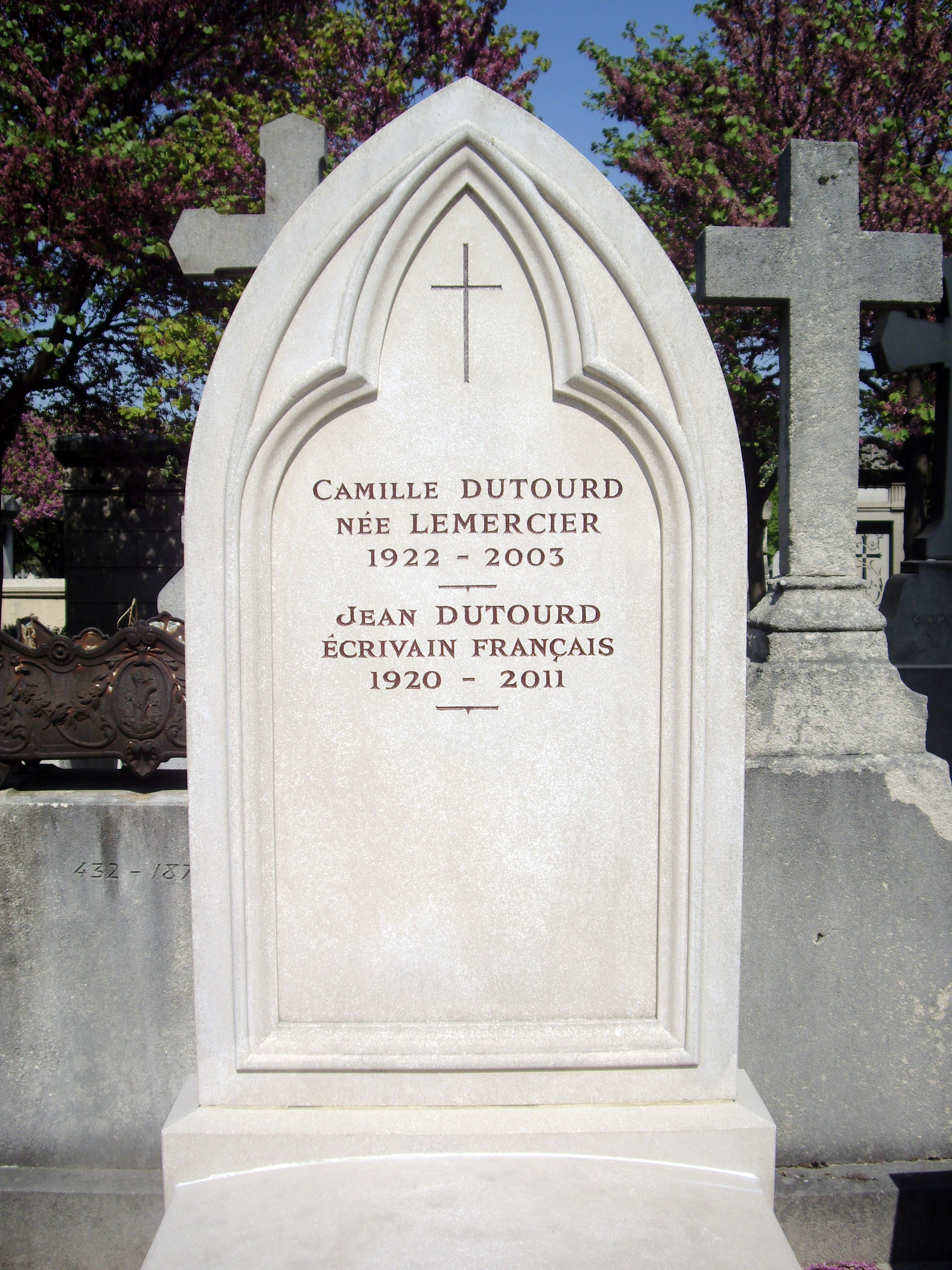
Tumba de Jean Dutourd en el cementerio de Montparnasse

Murió el 17 de enero de 2011 a los 91 años de edad. Su funeral tuvo lugar el 21 de enero en la iglesia de Saint-Germain-des-Prés, en París, y enterrado en el cementerio de Montparnasse. Entre los asistentes estaban Philippe Bouvard, escritores como Alain Decaux o Max Gallo, y políticos como Charles Millon o Jean Tiberi.

## Traducciones destacadas
L'Œil d'Apollon, por G. K. Chesterton; Les Muses parlent, por Truman Capote; y Le Vieil Homme et la Mer, por Ernest Hemingway.

## Premios
- 1946 : Premio Stendhal, por Le Complexe de César
- 1950 : Premio Courteline, por Une tête de chien
- 1952 : Premio Interallié, por Au Bon Beurre
- 1961 : Premio Prince Pierre de Monaco, por l'ensemble de son œuvre
- 2001 : Premio Saint-Simon, por Jeannot, mémoires d'un enfant
- 2005 : Gran premio católico de literatura, por Journal intime d'un mort

## Condecoraciones
- Legión de Honor
- Orden de las Artes y las Letras
- Orden Nacional del Mérito

## Nota
- Esta obra contiene una traducción  derivada de «Jean Dutourd» de Wikipedia en francés, publicada por sus editores bajo la Licencia de documentación libre de GNU y la Licencia Creative Commons Atribución-CompartirIgual 4.0 Internacional.

- Datos: Q736648
- Multimedia: Jean Dutourd / Q736648